# A Million Lights
A Million Lights е третият студиен албум на английската певица Черил, издаден през юни 2012 г. Албумът успява да достигне второ място във Великобритания. Продаден е общо в 100 000 копия и получава златна сертификация.

## Списък с песните

### Оригинален траклист
1. Under the Sun – 3:30
2. Call My Name – 3:28
3. Craziest Things (с Уил Ай Ем)	– 3:13
4. Girl in the Mirror – 3:30
5. A Million Lights – 3:23
6. Screw You (с Wretch 32) – 3:37
7. Love Killer – 3:47
8. Ghetto Baby – 2:49
9. Sexy Den a Mutha – 3:40
10. Mechanics of the Heart – 3:16
11. All Is Fair – 3:25

### Интернационално издание
1. Last One Standing – 3:10

### Делукс издание
1. Boys Lie – 3:39
2. One Thousand – 3:43
3. Telescope – 2:32
4. Last One Standing – 3:10

### Супер делукс издание
1. Boys Lie – 3:39
2. One Thousand – 3:43
3. Telescope – 2:32
4. Last One Standing – 3:10
5. I Like It – 3:44
6. Make You Go – 3:29
7. Dum Dum – 3:19
8. Teddy Bear – 4:00